# 3480 Abante
3480 Abante eller 1981 GB är en asteroid i huvudbältet som upptäcktes den 1 april 1981 av den amerikanske astronomen Edward L.G. Bowell vid Anderson Mesa Station. Den är uppkallad efter astronomen Robert Hamilton Brown.
Asteroiden har en diameter på ungefär 9 kilometer.